# Christiaan Hendrik Persoon
Christiaan Hendrik Persoon (Cidade do Cabo, 1755 — Paris, 17 de fevereiro de 1837) foi um micólogo sul-africano.

## Obras
- Species plantarum (cinco volumes, 1817-1827)
- Traité des champignons comestibles (1819)
- Mycologia Europae (três volumes, 1822-1823)
- Synopsis plantarum, obra que describe 20 000 espécies vegetais (1805-1807)
- Synopsis methodics fungorum (dois volumes, 1801)